# Ykkösliiga 2025
Die Ykkösliiga 2025 ist die zweite Spielzeit der zweithöchsten finnischen Fußballliga unter diesem Namen und die insgesamt 88. Spielzeit seit der offiziellen Einführung einer solchen im Jahr 1936. Sie begann am 21. April 2025 und endet am 25. Oktober 2025.

## Modus
Die zehn Mannschaften spielen zunächst an 18 Spieltagen jeweils zweimal gegeneinander. Danach treten alle Teams noch einmal gegeneinander an, wobei die besten fünf Teams fünf Heimspiele und die restlichen fünf Teams vier Heimspiele bekommen.
Der Meister steigt direkt in die Veikkausliiga auf. Ein möglicher zweiter Aufsteiger wird zwischen dem Tabellenzweiten und dem Elften der Veikkausliiga in der Relegation ausgespielt. Der Tabellenletzte steigt direkt ab, der Vorletzte muss in die Relegation.

## Teilnehmer und ihre Spielstätten
Als Aufsteiger aus der Ykkönen kam Klubi 04 dazu. Aus der Veikkausliiga 2024 sind der FC Lahti und Ekenäs IF abgestiegen.
| Verein                | Stadt     | Stadion                 | Kapazität |
| --------------------- | --------- | ----------------------- | --------- |
| FC Lahti              | Lahti     | Stadion Lahti           | 14.4650   |
| Klubi 04              | Helsinki  | Bolt Arena              | 10.7700   |
| Turku PS              | Turku     | Veritas-Stadion         | 10.3720   |
| Seinäjoen JK Akatemia | Seinäjoki | OmaSP Stadion           | 6.000     |
| Ekenäs IF             | Raseborg  | Ekenäs centrumplan      | 2.500     |
| Salon Palloilijat     | Salo      | Salon urheilupuisto     | 2.500     |
| Käpylän Pallo         | Helsinki  | Brahen kenttä           | 2.000     |
| Järvenpään PS         | Järvenpää | Järvenpään keskuskenttä | 1.500     |
| JIPPO Joensuu         | Joensuu   | Mehtimäki tekonurmi     | 1.470     |
| PK-35 Vantaa          | Vantaa    | Algeco Areena           | 1.200     |

## Tabelle
| Pl.                    | Verein                | Sp. | S  | U | N  | Tore    | Diff. | Punkte |
| ---------------------- | --------------------- | --- | -- | - | -- | ------- | ----- | ------ |
| 1.                     | Turku PS              | 19  | 13 | 2 | 4  | 050:330 | +17   | 41     |
| 2.                     | FC Lahti (A)          | 19  | 12 | 5 | 2  | 037:220 | +15   | 41     |
| 3.                     | Klubi 04 (N)          | 19  | 9  | 5 | 5  | 039:300 | +9    | 32     |
| 4.                     | Ekenäs IF (A)         | 19  | 9  | 3 | 7  | 036:290 | +7    | 30     |
| 5.                     | PK-35 Vantaa          | 19  | 8  | 7 | 4  | 031:210 | +10   | 29 1   |
| 6.                     | Järvenpään PS         | 19  | 6  | 6 | 7  | 033:410 | −8    | 24     |
| 7.                     | JIPPO Joensuu         | 19  | 5  | 8 | 6  | 026:260 | ±0    | 23     |
| 8.                     | Seinäjoen JK Akatemia | 19  | 6  | 3 | 10 | 035:350 | ±0    | 21     |
| 9.                     | Käpylän Pallo         | 19  | 2  | 6 | 11 | 028:520 | −24   | 12     |
| 10.                    | Salon Palloilijat     | 19  | 1  | 3 | 15 | 013:390 | −26   | 06     |
| Stand: 18. August 2025 |                       |     |    |   |    |         |       |        |

| Zum Saisonende 2025: |                                                           |
| Aufsteiger in die Veikkausliiga 2026 Teilnehmer an der Relegation zum Aufstieg Teilnehmer an der Relegation gegen den Zweiten der Ykkönen 2025 Absteiger in die Ykkönen 2026 |                                                           |
| |                                                           |
| Nach Saisonende 2024: |                                                           |
| (A) | Absteiger aus der Veikkausliiga 2024: FC Lahti, Ekenäs IF |
| (N) | Neu/Aufsteiger aus der Ykkönen: Klubi 04                  |

## Relegation Aufstieg
Der Zweite der Ykkösliiga spielt gegen den Vorletzten der Veikkausliiga. Die Spiele finden Ende Oktober 2025 statt.
|  | Gesamt |  | Hinspiel | Rückspiel |
|  | ------ |  | -------- | --------- |
|  | :      |  | :        | :         |

## Relegation Abstieg
Der Zweite der Ykkönen trifft auf den Vorletzten der Ykkösliiga. Die Spiele finden Ende Oktober 2025 statt.
|  | Gesamt |  | Hinspiel | Rückspiel |
|  | ------ |  | -------- | --------- |
|  | :      |  | :        | :         |